# 宝立山
宝立山（ほうりゅうざん）は、能登半島北東部の石川県輪島市・珠洲市にある山。西峰の標高は471mで、三角点のある東峰は468.5m。山頂付近のブナ林は奥能登では他に鉢伏山の一部にしか存在せず貴重で、いしかわの森林50選に指定されている。

## 地形
宝立山は奥能登丘陵の準平原化作用の中で分水界付近にあった為に、侵食を免れ取り残された残丘であり平たい山容をしている。

## 地質
山体は柳田累層の宝立山層に属し、主にデイサイト軽石・軽石火山礫凝灰岩からなっている。中腹の一部に炭化木層を含む。

## 自然
宝立山の植生で最も特徴的なのは尾根筋に広がるブナ林で、奥能登のブナ林では最大の面積を持つ。
奥能登では他に猫ヶ岳、大町泥木、打呂の谷及び鉢伏山の尾根部に小規模なブナ林が見られ、いずれも元々奥能登丘陵全域にあったブナ原生林のうち、人の手が入らず残されたものと考えられる。

他に特徴的な植物としては、木本ではエゾユズリハ、オオヤマザクラ、ハリギリ、ハクウンボク、ヤマトアオダモ、アカミノイヌツゲ、ヒメモチ、コミネカエデ、オオコメツツジ、ウラジロヨウラク、ヤマアサクラザンショウ、タムシバ、オオイタヤメイゲツ、タカノツメが挙げられる。
草本ではイワショウブ、マルバイチヤクソウ、オオイワカガミの他、ツチアケビ、ギンラン、アケボノシュスラン、ミヤマウズラ、カキラン、ナツエビネ、トンボソウ、スハマソウ、ササユリ、イチヤクソウ、ノギラン、ヨツバヒヨドリ、フデリンドウ、ハルユキノシタ、オオカモメヅル、クサアジサイ、シロバナタチツボスミレ、ソウシシヨウニンジン、ミヤマトウバナ、ミヤマカンスゲ、ヒロバスゲなどが挙げられる。

## アクセス
珠洲広域農道を進み、宝立山トンネル付近で登山道に至る。